# Morvamogyoród
Morvamogyoród (1899-ig Morva-Lieszkó, szlovákul Moravské Lieskové) község Szlovákiában, a Trencséni kerületben, a Vágújhelyi járásban.

## Fekvése
Vágújhelytől 7 km-re északra fekszik.

## Története
Amint azt az itt előkerült cserépmaradványok is tanúsítják, területén már az újkőkorban is laktak emberek. A korai bronzkorban a lausitzi kultúra emberének települése állt ezen a helyen.
A mai falu a kerület egyik legősibb települése, a középkori Magyarországot Csehországgal összekötő fontos kereskedelmi út mellett keletkezett. 1392-ben Luxemburgi Zsigmond a beckói uradalmat a lengyel származású Stiborich Stíbor vajdának adta. 1398-ban „Leskow” néven említik először, Beckó várának tartozéka volt. A település később a Bánffy, majd a Nádasdy család birtoka lett. 1477-ben „Lezko” alakban említi oklevél. A neve mellett 1549-ben tűnik fel először a Morva- jelző „Ljezko Moravicale” alakban. 1598-ban malom és 137 ház állt a településen. 1720-ban két malma, szőlőhegye, 96 adózó portája állt, közülük 48 zsellér volt. 1784-ben az első népszámlálás 395 házat, 496 családot és 2492 lakost talált itt. Lakói mezőgazdasággal, állattartással, szőlőtermesztéssel, favágással foglalkoztak.
A 18. század végén Vályi András így ír róla: „LIESZKO. Moravicza Lieszko. Elegyes falu Trentsén Várm. földes Ura G. Révay Uraság, lakosai katolikusok, és evangelikusok, fekszik Vág Újhelyhez fél mértföldnyire, földgye termékeny, legelője, réttye, fája elegendő.”
1828-ban 413 házában 2322 lakos élt.
Fényes Elek 1851-ben kiadott geográfiai szótárában így ír a településről: „Lieskova, vagyis Morva Lieszko, tót falu, Trencsén vgyében, Nyitra vármegye szélén: 938 kath., 1938 evang., 193 zsidó lak. Kath. és evang. anyatemplom. Synagoga. Határja nagy, de hegyes és sovány; legelőlőjén jó teheneket tart. Lakosai sok irtásokat csinálnak. F. u. a beczkói uradalom. Ut. posta Trencsén.”
Hitelszövetkezetét 1906-ban alapították. A simonyi cipőgyárnak működött itt üzeme. A trianoni békéig Trencsén vármegye Trencséni járásához tartozott.

## Népessége
| Év:            | 1994. | 2004.   | 2014.   | 2024.   |
| -------------- | ----- | ------- | ------- | ------- |
| Emberek száma: | 2565  | 2484    | 2543    | 2540    |
| Eltérés:       |       | -3,15 % | +2,37 % | -0,11 % |

| Év:            | 2023. | 2024.   |
| -------------- | ----- | ------- |
| Emberek száma: | 2518  | 2540    |
| Eltérés:       |       | +0,87 % |

1910-ben 4820, túlnyomórészt szlovák lakosa volt.
2001-ben 2440 lakosából 2345 szlovák volt.
2011-ben 2521 lakosából 2294 szlovák volt.

## Neves személyek
- Itt született 1879-ben Petrásek Ágoston csehszlovákiai politikus, római katolikus szerzetes pap.
- Itt született 1946-ban Dušan Mitana szlovák író, forgatókönyvíró és dramaturg.

## Nevezetességei
- Római katolikus templomát a 15. században épült gótikus templom helyén emelték 1912-ben neoromán stílusban.
- Evangélikus temploma 1786-ban épült, tornyát 1895-ben készítették, 1975-ben megújították.
- Szilvay-kastély.

## Külső hivatkozások
- Községinfó
- Morvamogyoród Szlovákia térképén
- Az alapiskola honlapja
- Morvamogyoród 1921 és 1930 között
- E-obce.sk Archiválva 2007. szeptember 16-i dátummal a Wayback Machine-ben